# Economía de Guinea-Bisáu

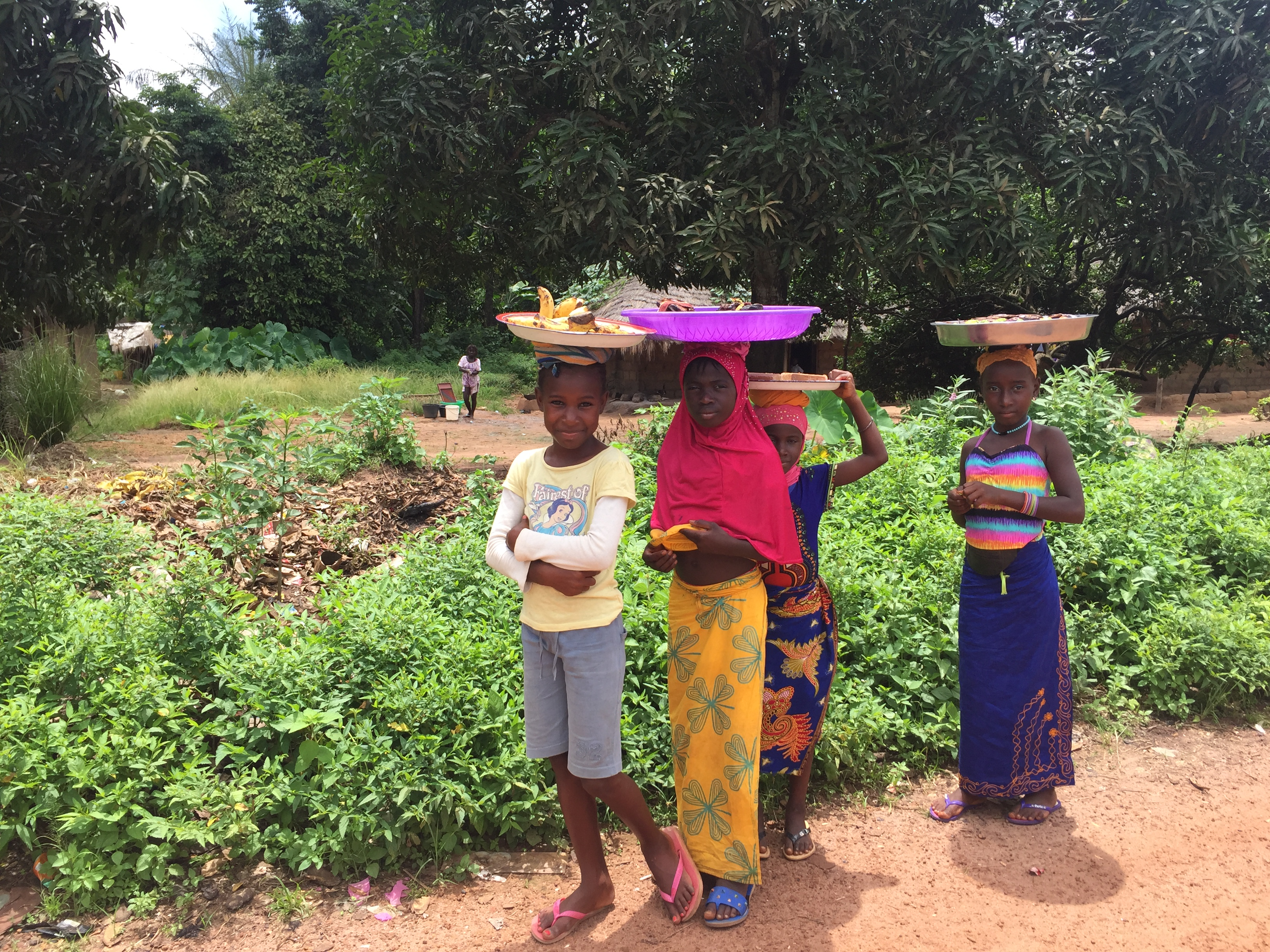
Economía informal : vendedoras de frutas.

la economía legal de la Guinea-Bisáu depende principalmente de la agropecuaria y de la pesca, pero el tráfico de drogas es probablemente el tipo de comercio más rentable. Las plantaciones de cajú crecieron considerablemente en los últimos años. El país exporta pez y frutos del mar así como pequeñas cantidades de maní, palmito y madera.
El arroz es el principal cultivo y alimento básico. Sin embargo, los combates entre las tropas del gobierno apoyadas por Senegal, y una junta militar destruyeron mucho de la infraestructura y causaron gran perjuicio a la economía en 1998. La guerra civil llevó a una reducción del 28% del producto interior bruto aquel año, con una recuperación parcial en el periodo 1999-2002. La producción agrícola cayó algo en torno a 17% durante el conflicto, así como la producción de castañas de cajú cayeron hasta 30%. Empeorando la situación, el año 2000 el precio de la castaña cayó 50% en el mercado internacional, aumentando la dificultad comenzada con devastación de la guerra civil.
En diciembre de 2003 el Banco Mundial, el FMI y la UNDP fueron forzados a intervenir para suministrar auxilio presupuestario de emergencia en un total de US$ 107 millones para el año de 2004, lo que representó más del 80% del presupuesto del país. La combinación de perspectivas económicas limitadas, un gobierno central débil y dirigido por una facción y una posición geográfica favorable hicieron este país de la África Occidental una escala del tráfico de drogas hacia Europa, utilizando especialmente varias islas deshabitadas del Archipiélago de Bijagós. Se estima que pasen por el país US$ 1 mil millones en drogas por año.
DATOS ECONÓMICOS BÁSICOS 2002
- PIB - Producto Interior Bruto (2002): 230 millones de $ USA.
- PIB - Per capita: 170 $ USA.
- Inflación media anual: 4.1%.
- Deuda externa aprox.: 700 millones de $ USA.
- Importaciones: 69 millones de $ USA.
- Exportaciones: 50 millones de $ USA.

Estructura del PIB en 2002:
Distribución por sectores económicos del PIB total:
Agricultura, Silvicultura y Pesca: 59%.
Industria: 12%.
Industrias manufactureras y minería: 10%.
Servicios y construcción: 29%.